# Superkid
Pour l’article homonyme, voir Super Kids (homonymie).
Superkid ou Mon plus beau secret (My Secret Identity) est une série télévisée canadienne en 72 épisodes de 24 minutes, diffusée du 9 octobre 1988 au 25 mai 1991 sur le réseau CTV.
En France, la série a été diffusée sous le titre Superkid à partir du 6 octobre 1990 sur La Cinq. Rediffusion sous le titre Mon plus beau secret en 1994 sur TMC et RTL9.

## Titres français
La série a été diffusée au Québec sous le titre Mon plus beau secret; cependant lors de sa 1re diffusion en France, La Cinq a remplacé le titre par Superkid. Lors de ses multiples rediffusions, la série reprit son titre français initial.

## Synopsis
Un adolescent lambda reçoit des super pouvoirs après s'être fait touché par un éclair. Il n'aura qu'une super résistance et pourra voler (il se déplacera à l'aide de bombes de laques, en guise de gouvernail). Il n'aura par contre pas de super force (même si dans un épisode, il soulève une lourde plaque de béton pour sauver sa sœur tombée dans un puits, son ami scientifique lui expliquera que ce n'était dû qu'a une décharge d'adrénaline).
Il fera équipe avec le Dr Jeffcoate pour vivre des aventures.

## Distribution
- Jerry O'Connell (VF : Luq Hamet) : Andrew Clements
- Derek McGrath (VF : Michel Lasorne) : Dr Benjamin Marion Jeffcoate
- Marsha Moreau (VF : Amélie Morin) : Erin Clements, sœur d'Andrew
- Wanda Cannon : Stephanie Clements
- Christopher Bolton : Kirk Stevens (saisons 2 et 3)
- Elizabeth Leslie : Ruth Schellenbach (récurrente, 22 épisodes)